# 1100
Évszázadok: 10. század – 11. század – 12. század
Évtizedek: 1050-es évek – 1060-as évek – 1070-es évek – 1080-as évek – 1090-es évek – 1100-as évek – 1110-es évek – 1120-as évek – 1130-as évek – 1140-es évek – 1150-es évek
Évek: 1095 – 1096 – 1097 – 1098 –  1099 – 1100 – 1101 – 1102 – 1103 – 1104 – 1105

## Események
1100 a 11. század utolsó éve.

### Határozott dátumú események
- augusztus 2. – Vadászbalesetben meghal II. Vilmos angol király.
- augusztus 5. – Westminsterben megkoronázzák I. Henriket.[1]
- szeptember – II. Paszkál pápa ellenében pápává választják Theoderichet.[2]
- szeptember-október Boulogne-i Balduin unokatestvérére, Le Bourg-i Balduinra bízza Edessza kormányzását.[3]
- november 11. – I. Balduin lesz Jeruzsálem királya, karácsonykor Daimbert pátriárka megkoronázza.[4]

### Határozatlan dátumú események
- az év folyamán –
  - I. Bohemund antiochiai fejedelem és Salernói Richárd muzulmán fogságba esik.[5]
  - Az izlandi parlament, az Althing határoz a törvények írásba foglalásáról.
  - A tarcali zsinaton befejeződik a magyar királyi megyerendszer kialakítása.
  - A pueblo indián kultúra felemelkedése.
  - Kínában az északi Szung-dinasztia 8. császára, Huj-cung kerül hatalomra.[6]
  - II. Paszkál pápa szentté avatja IV. Knut dán királyt.[7]

## Születések
- talán az év folyamán – IV. Hadrián pápa († 1159)

## Halálozások
- július 18. – Bouillon Gottfried, a keresztes Jeruzsálem ura[8] (* 1060)
- augusztus 2. – II. Vilmos angol király (* 1056 k.)
- szeptember 8. III. Kelemen ellenpápa.[9]